# 刘六十
刘六十（？—1296年），元朝初期江西民变首领，江西赣州兴国人。刘六十于1296年七月，举旗反元，自称刘王、汉高祖之后，自刻皇汉高祖广新之帝的印玺，属下设丞相、左右丞、将军等官。八月进攻吉州永丰，十月，被元江西行省左丞董士选所杀。